# Пішковський сільський округ
Пішко́вський сільський округ (каз. Пешков ауылдық округі, рос. Пешковский сельский округ) — адміністративна одиниця у складі Федоровського району Костанайської області Казахстану. Адміністративний центр — село Пішковка.
Населення — 3162 особи (2021; 3687 у 2009, 4552 у 1999, 5567 у 1989).
Станом на 1989 рік існувала Пішковська сільська рада (села Больше, Давидовка, Калиновка, Кравцово, Новоборисовка, Пішковка, Полтавка, Тельмановка). Села Новоборисовка та Тельмановка ліквідовано 2009 року.

## Склад
До складу округу входять такі населені пункти:
| Населений пункт     | Старі назви | Населення, осіб (1989) | Населення, осіб (1999) | Населення, осіб (2009) | Населення, осіб (2021) |
| ------------------- | ----------- | ---------------------- | ---------------------- | ---------------------- | ---------------------- |
| Больше, село        | -           | 224                    | 159                    | 116                    | 89                     |
| Давидовка, село     | -           | 384                    | 18                     | -                      | -                      |
| Калиновка, село     | -           | 367                    | 266                    | 217                    | 142                    |
| Кравцово, село      | -           | 404                    | 387                    | 280                    | 265                    |
| Новоборисовка, село | -           | 190                    | 319                    | -                      | -                      |
| Пішковка, село      | -           | 3478                   | 2995                   | 2912                   | 2590                   |
| Полтавка, село      | -           | 195                    | 176                    | 162                    | 76                     |
| Тельмановка, село   | -           | 325                    | 232                    | -                      | -                      |